# Предварительный таможенный досмотр и иммиграционный контроль США
Предварительный таможенный досмотр и иммиграционный контроль США (United States Border Preclearance) — практика министерства внутренней безопасности США, осуществляемая офицерами погранично-таможенной службы США в пунктах отбытия за пределами США по согласованию с властями соответствующих стран, где эти точки находятся, для въезда в США. Прошедшие через него въезжающие в США освобождаются от досмотра/контроля при появлении уже в США (но могут быть подвергнуты повторным процедурам на усмотрение американских пограничников уже после въезда). Практика распространяется на всех въезжающих независимо от их гражданства/подданства и цели прибытия. Несмотря на то, что практика была задумана с целью разгрузить от заторов пункты прибытия в самих США, на практике некоторые пункты загружены настолько, что обработка пассажиров на рейсы с предпроверкой занимает дольше, чем на обычные без неё, что вызывает задержку рейсов.

## Список пунктов осуществления предварительного досмотра и контроля
По состоянию на 31 января 2023 США оперируют 15 пунктами пропуска: 14 для авиарейсов, 1 для пассажиров перевозок по воде (паром до аляскинского Кетчикана):
| Пункт                                          | Адрес                                | Телефон        | Рабочие часы  |
| ---------------------------------------------- | ------------------------------------ | -------------- | ------------- |
| Международный аэропорт имени Линдена Пиндлинга | 1 Windsor Field Road Nassau, Bahamas | (242) 377-7125 | 05:00 — 19:45 |

| Пункт                             | Адрес                     | Телефон           | Рабочие часы  |
| --------------------------------- | ------------------------- | ----------------- | ------------- |
| Международный аэропорт «Шаннон»   | Shannon County Clare      | + 353-1248-0300   | 09:00 — 17:00 |
| Дублинский международный аэропорт | Terminal 2, Pier E Dublin | 011 353-1248-0300 | 07:00 — 15:00 |

| Пункт                                                                | Адрес                                                                                     | Телефон                | Рабочие часы                        |
| -------------------------------------------------------------------- | ----------------------------------------------------------------------------------------- | ---------------------- | ----------------------------------- |
| Международный аэропорт Калгари                                       | P.O. Box 155 2000 Airport Road, Northeast Calgary, Alberta, Canada T2E 6W5                | (403) 221-1641         | 04:30 — 20:00                       |
| Международный аэропорт Эдмонтона                                     | 2312, 1000 Airport Rd Edmonton, Alberta, Canada T9E0V3                                    | (780) 890-4515         | 04:30 — 18:30                       |
| Международный аэропорт Галифакс-Стэнфилд (уровень 2)                 | Robert L. Stanfield International Airport Level 2 & 1 Bell Boulevard Enfield, NS, B2T 1K2 | (902) 873-7780         | 05:00 — 17:00                       |
| Международный аэропорт имени Пьера Эллиота Трюдо                     | 975 Romeo Vachon Boulevard, North Room TT 2.400 Dorval, Quebec, Canada H4Y 1H1            | (514) 636-3875         | 04:30 — 20:00                       |
| Международный аэропорт имени Макдональда — Картье                    | 1000 Airport Road, Private Ottawa, Ontario, Canada K1V 9B4                                | (613) 523-8120         | 04:15 — 19:30                       |
| Международный аэропорт Торонто имени Лестера Б. Пирсона              | P.O. Box 115 Toronto AMF Toronto, Ontario, Canada L5P 1A2                                 | (905) 676-2606 ext 120 | T1: 04:30 — 21:00 T3: 03:30 — 21:00 |
| Международный аэропорт Ванкувера (международный терминал, уровень 3) | 3161 Grant McConachie Way Richmond, BC V7B 0A4                                            | (604) 278-7422         | 04:30 — 20:30                       |
| Международный аэропорт Виннипега имени Джеймса Армстронга Ричардсона | 2311-1970 Wellington Avenue Winnipeg, Manitoba, Canada R3H 0E3                            | (204) 783-2206         | 05:00 — 18:00                       |
| Паромный терминал Alaska Marine Highway System в Принс-Руперте       | 2701 Alaskan Way Pier 69 Clipper Direct Group 1 Seattle, Washington 98121                 | (250) 384-1821         | 07:00 — 15:00                       |

| Пункт                           | Адрес                          | Телефон          | Рабочие часы  |
| ------------------------------- | ------------------------------ | ---------------- | ------------- |
| Международный аэропорт Абу-Даби | P.O. Box 131608 Abu Dhabi, UAE | + 971-2-575-9005 | 06:00 — 14:00 |

| Пункт                                          | Адрес                                | Телефон        | Рабочие часы  |
| ---------------------------------------------- | ------------------------------------ | -------------- | ------------- |
| Международный аэропорт имени королевы Беатрикс | P.O. Box 520068 Miami, Florida 33152 | + 297-588-7240 | 08:00 — 18:00 |

| Пункт                                               | Адрес                                            | Телефон        | Рабочие часы  |
| --------------------------------------------------- | ------------------------------------------------ | -------------- | ------------- |
| Бермудский международный аэропорт имени Л. Ф. Уэйда | 2 Kindley Field Road St. George's, Bermuda DD 03 | (441) 293-0353 | 06:30 — 16:00 |

## Железнодорожные пункты
В будущем планируется открытие пункта для железнодорожных пассажиров, прибывающих в США поездом из Канады с Центрального вокзала Монреаля. Помимо этого Amtrak запросила расширение практики на железнодорожных пассажиров, прибывающих из Канады с ж/д станции Pacific Central Station в Ванкувере поездами до Сиэттла и Портленда. В 2019 году между США и Канадой было подписано международное соглашение (Agreement on Land, Rail, Marine, and Air Transport Preclearance Between the Government of the United States of America and the Government of Canada), дающее Канаде возможность сделать практику взаимной (пограничники агентства пограничной службы Канады могут работать пунктах отбытия в США), а также позволяющие помимо пассажирских железнодорожных перевозок проводить соответствующие процедуры и в отношении железнодорожных грузов, отправляющихся как из Канады в США, так и из США в Канаду.